# Maître du Parement de Narbonne
Le Maître du Parement de Narbonne est maître anonyme artiste-peintre et enlumineur actif entre 1356 et 1408 en France. Il doit son nom à un parement autrefois conservé à la cathédrale de Narbonne. Il est parfois identifié au peintre Jean d'Orléans.

## Éléments biographiques
Le maître du Parement de Narbonne est à plusieurs reprises identifié à Jean d'Orléans, fils du peintre Girard d'Orléans, peintre du roi de France, qui le forme au milieu du XIVe siècle. Il devient peintre officiel à la cour de Charles V en décembre, succédant ainsi à son père après sa mort le 6 août 1361. En 1364, il participe aux préparatifs du sacre du roi et peint la statue d'un cerf au palais de la Cité. Il décore plusieurs résidences royales : la chambre de parade du roi au palais du Louvre (1366), le château de Saint-Germain-en-Laye en 1378, le château de Vincennes en 1390. Le roi récompense à plusieurs reprises son travail : il lui donne une maison à Paris en 1367 et l’anoblit en mai 1368.
Jean d'Orléans travaille aussi pour le frère du roi Jean Ier de Berry. Dès 1369, il lui achète des « tableaux à ymages » pour sa chapelle. Le duc visite son atelier en 1371 afin d'y voir des œuvres en cours de réalisation. Le peintre apporte un tableau à Philippe II de Bourgogne toujours au nom du duc de Berry. Le duc de Bourgogne l'emploie à son tour pour peindre un diptyque du Christ de pitié et de la Vierge de douleur. Le roi Charles VI le garde comme peintre officiel : il exécute pour lui des cimiers de tournois, des tableaux, « ymages » et autres ouvrages enluminés pour le souverain et ses enfants.
Le 12 août 1391, il est à la tête de la confrérie des peintres de Paris lorsque celle-ci reçoit du prévôt de Paris, Jean de Folleville, la promulgation de ses statuts. En 1407, son fils le remplace à la charge de peintre du roi, mais il continue à percevoir des gages de six sous par jour.

## Œuvres attribuées

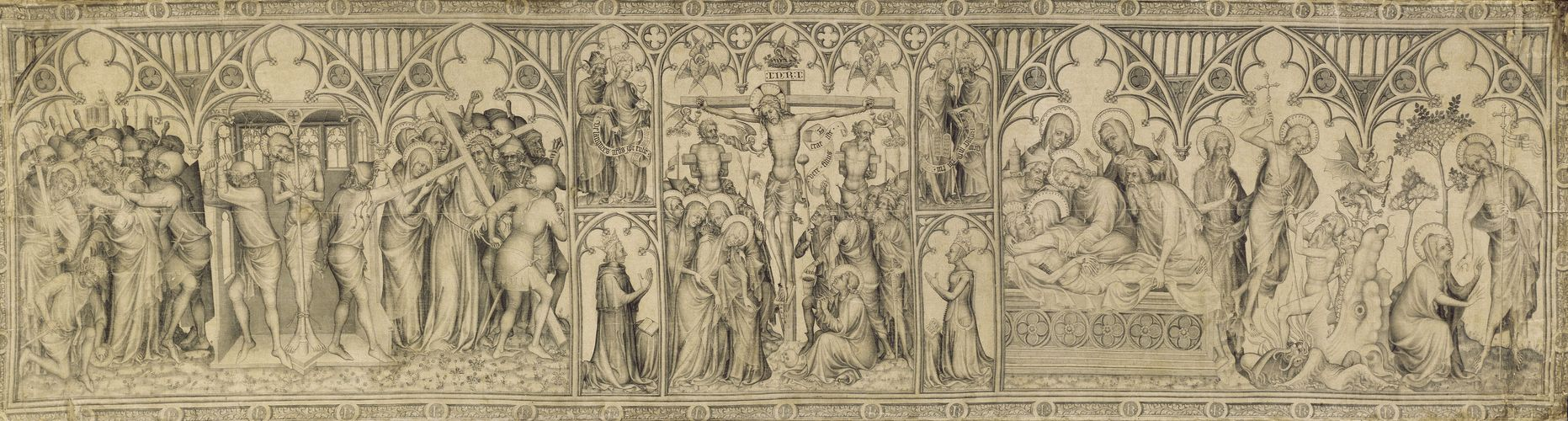
Parement de Narbonne, musée du Louvre, MI1121

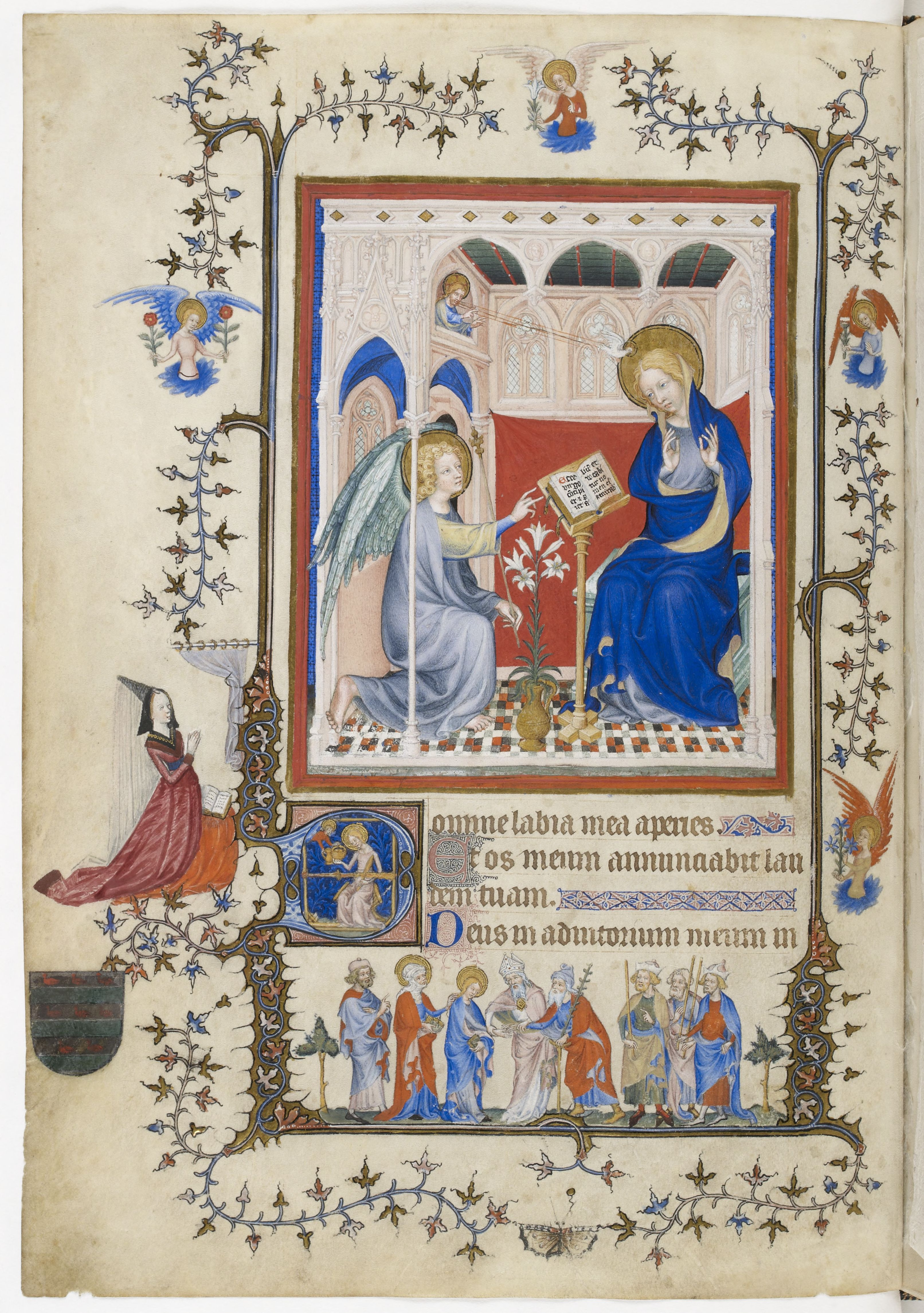
Annonciation, miniature des Très Belles Heures de Notre Dame, musée du Louvre.

- Le Parement de Narbonne, vers 1375, grisaille d'encre noire sur soie blanche collée sur toile, vers 1375-1378, musée du Louvre[2]
- La Cité de Dieu, supervision de l'enluminure et quelques miniatures, entre 1376 et 1380, British Library, Add. ms. 15244
- Les Très Belles Heures de Notre-Dame, commandées par Jean Ier de Berry en 1389
- Heures de René d'Anjou appelées aussi Heures Egerton, vers 1405-1410, une miniature (f.97) British Library, Egerton 1070[3]